# Dichelacera ambiguus
Dichelacera ambiguus är en tvåvingeart som först beskrevs av Lutz och Arthur Neiva 1914.  Dichelacera ambiguus ingår i släktet Dichelacera och familjen bromsar. Inga underarter finns listade i Catalogue of Life.